# Gare de Laurens
La gare de Laurens est une gare ferroviaire française de la ligne de Béziers à Neussargues, située sur le territoire de la commune de Laurens, dans le département de l'Hérault en région Occitanie.
Mise en service au XIXe siècle, elle est fermée au XXe siècle.

## Situation ferroviaire
Établie à 174 mètres d'altitude, la gare de Laurens est située au point kilométrique (PK) 456,630 de la ligne de Béziers à Neussargues, entre les gares de Magalas (ouverte) et de Faugères (fermée).

## Service des voyageurs
Gare fermée.

## Patrimoine ferroviaire
L'ancien bâtiment voyageurs est réaffecté en domicile privé.